# TCVN 5603:2008
TCVN 5603:2008 là số hiệu của tiêu chuẩn quốc gia của Việt Nam hoàn toàn tương đương với tiêu chuẩn của CODEX mang số hiệu CAC/RCP 1-1969, Rev.4-2003. Tên đầy đủ của tiêu chuẩn này là TCVN 5603:2008 (CAC/RCP 1-1969, Rev.4-2003) Quy phạm thực hành về những nguyên tắc chung đối với vệ sinh thực phẩm.

## Mục tiêu của TCVN 5603:2008
- TCVN 5603:2008 xác định những nguyên tắc thiết yếu về vệ sinh thực phẩm, áp dụng cho toàn bộ chuỗi thực phẩm (bao gồm từ khâu ban đầu tới người tiêu dùng cuối cùng), nhằm đạt được mục đích đảm bảo thực phẩm an toàn và phù hợp để dùng cho con người[1];
- TCVN 5603:2008 giới thiệu HACCP như là phương pháp để tăng cường an toàn thực phẩm, cũng như cách áp dụng HACCP[1];
- TCVN 5603:2008 đưa ra hướng dẫn các qui phạm cụ thể cần cho các lĩnh vực của chuỗi trình thực phẩm; các quá trình, hoặc hàng hoá nhằm tăng cường các yêu cầu vệ sinh đặc trưng đối với các khu vực đó[1].

## Phạm vi và đối tượng áp dụng
TCVN 5603:2008 có thể áp dụng cho tất cả các khâu trong chuỗi thực phẩm, và có thể áp dụng cho cơ quan quản lý nhà nước, nhà sản xuất, chế biến, cung cấp dịch vụ thực phẩm và cho cả người tiêu dùng.

## Áp dụng TCVN 5603:2008
TCVN 5603:2008 được sử dụng để xây dựng và chứng nhận HACCP cho các doanh nghiệp sản xuất, chế biến thực phẩm ở Việt Nam.